# Geaya crucicolorata
Geaya crucicolorata is een hooiwagen uit de familie Sclerosomatidae.